# Хэмилтон, Уилогби
Джеймс Уилогби Хэмилтон (англ. James Willoughby Hamilton; 9 декабря 1864 — 27 сентября 1943) — ирландский теннисист и футболист.

## Карьера
Хэмилтон выиграл Уимблдонский турнир в 1890 году, победив в финале в пяти сетах Уильяма Реншоу. Тем самим, он стал первым ирландцем, которому удалось добыть титул на этих соревнованиях. За год до этого он выиграл Чемпионат Северной Англии и Чемпионат Ирландии (по ходу обыграл шестикратного победителя Уимблдонского турнира Уильяма Реншоу и его брата Эрнеста), что сделало его одним из фаворитов Уимблдона 1889 года. Но, там он уступил в полуфинале Гарри Барлоу. В 1889—1890 годах многие считали Хэмилтона лучшим теннисистом мира. В 1891 году Уилогби Хэмилтон не стал защищать свой титул.

## Финалы турниров Большого шлема
| Год  | Турнир   | Соперник в финале | Счёт в финале           |
| 1890 | Уимблдон | Уильям Реншоу     | 6-8, 6-2, 3-6, 6-1, 6-1 |